# Louis Latouche
Louis Latouche fue un pintor, comerciante de pinturas, enmarcador, marchante de cuadros, nacido el 29 de septiembre de 1829 en La Ferté-sous-Jouarre y muerto el 24 de agosto de 1883 en el hospital de Saint-Dié-des-Vosges. Amigo y proveedor de los pintores con los que negociaba su mujer, Madame Latouche, había instalado su tienda en la esquina de la rue Laffitte y la rue La Fayette.
Fue toda su vida un ardiente defensor del movimiento impresionista.

## El personaje

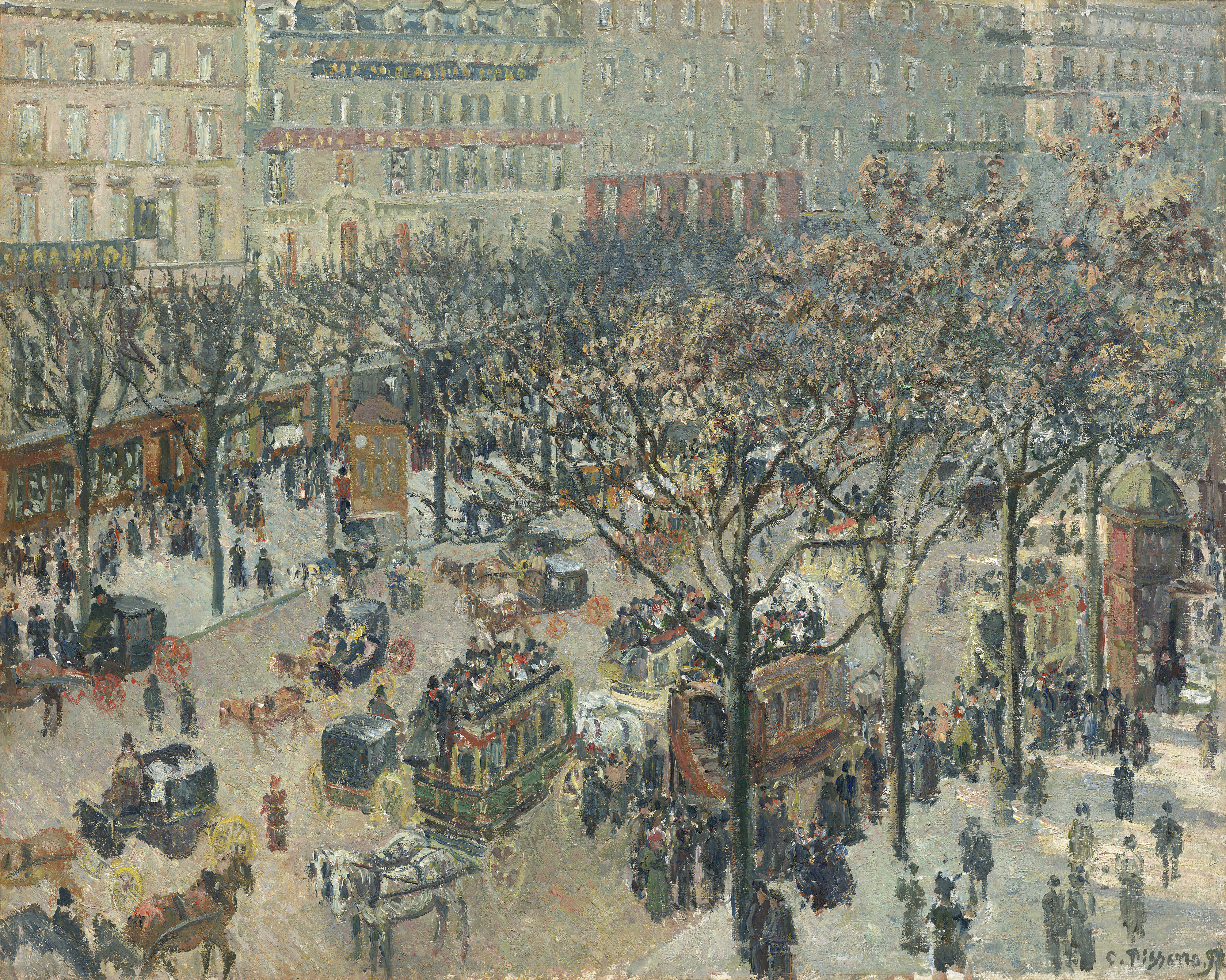
Camille Pissarro "Boulevard de los italianos", Galería Nacional de Arte

Louis Latouche tuvo como clientes a Camille Pissaro, Paul Gachet, Amand Gautier, que también fueron sus amigos. A menudo iba a Berck con ellos. Apoyó a los jóvenes pintores, expuso sus cuadros, los reunía por la noche en su casa. Y también les muestra sus obras. Fue en su casa donde nació la idea de un nuevo salón para los rechazados, apoyada por Alfred Sisley, Camille Pissarro, Frédéric Bazille, Auguste Renoir que presentó una petición en 1867. A veces se le apodaba «Père Latouche»en referencia a Père Tanguy y a otro comerciante Pere Martin que era vecino suyo de la rue Laffitte.
De 1871 a 1872, Latouche compró varias Vistas de Holanda a Monet y en 1874 participó en la primera exposición impresionista en el estudio de Nadar, donde también expuso sus propias pinturas. Pero en cuanto el marchante amigo de Monet, Durand-Ruel ganó importancia, dejó de exponer en su casa para dedicarse a las exposiciones de otros pintores de Durand-Ruel que entonces estaba muy debilitado por la enfermedad, y para quienes la exposición de 1876 fue un fiasco.
La tienda de Latouche está ubicada en lo que sirvió como principal ubicación de venta de pinturas desde 1870 hasta 1900: un espacio que va desde la rue Lafitte hasta la rue Le Peletier. Esto permitía a los pintores, coleccionistas y críticos que frecuentaban los cafés del Boulevard des Italiens mantenerse al tanto de los nuevos desarrollos.

## El pintor

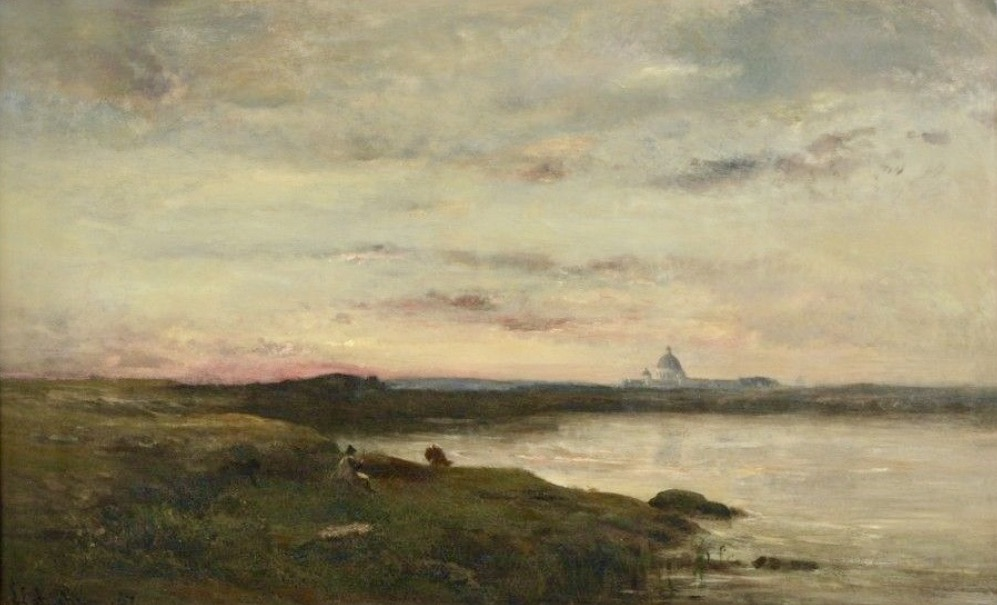
Louis Latouche (1829-1884) Bord de mer, Óleo sobre lienzo (forrado),51 x 81 cm, firmado abajo a la izquierda

A partir de 1866 y los años siguientes, Latouche expuso en el Salón con paisajes de los suburbios de París o de la costa. Acercamiento de la tormenta en la punta de la isla de Saint-Ouen (1868), El río, efecto matinal (1869), El puente de Asnières (1870), El Sena en Asnières 1870, Marea baja en Berck 1871, El mar en Cayeux (1876), Salida para pescar al atardecer (1880).
En la Primera exposición de pintores impresionistas en 1874 en el estudio de Nadar, presentó Clocher de Berck (n°67), Vista de los muelles, París (n°68), La Plage, tide basse, à Berck (n°69), Sous bosque (nº70). Los números 71, 72 y 73 no figuran en el folleto de la exposición.
Ya no presenta pinturas en la exposición de 1876 en la galería de Durand Ruel, ni en las siguientes exposiciones.
Lionello Venturi definió el estilo de Latouche como «cerca de Sisley, Monet y Pissarro [10]».

## El marchante
Latouche fue de los primeros, junto con el padre Martin, en comprar las obras de los pintores de la Escuela de Barbizon en un momento en que eran rechazadas por todos. Poco ambicioso, pero dotado de un gusto muy seguro, fue sobre todo el primero en llamar la atención sobre Monet, a quien compró lienzos que colocó en su escaparate, en particular una Vista de París (1867). En 1875, durante la venta organizada por Renoir, Berthe Morisot, Monet y Sisley en la galería de Drouot, Latouche compró Paisaje de invierno de Monet por 280 francos.
A la muerte de Louis Latouche en 1883, su esposa continuó sola al frente del negocio hasta 1887. Los impresionistas, así como Paul Gauguin y Vincent van Gogh, hicieron estirar y enmarcar sus cuadros en Latouche. Cuando Vincent iba a la galería de su hermano Theo, pasaba por la calle Laffitte, esquina con la calle Lafayette.